# 위중국어
위중국어(偽中国語)는 2009년경 등장한 일본의 인터넷 속어의 한 형태이다.

## 특징
위중국어는 문법적으로는 일본어지만 히라가나와 가타카나를 빼고 일본어 한자만 남겨놓은 문장이다. 이렇게 하면 결과적으로 문장이 중국어처럼 보인다.
이 현상은 일본어를 모르더라도 문장의 의미를 종종 추측할 수 있는 중국에서 주목을 받았다. 중앙통신사는 위중국어를 중일간 소통을 위한 새로운 플랫폼으로 환영했다.
이러한 작문 방식은 독특한 단어 선택으로 이어질 수 있다. 예를 들어 非常感謝 (매우 감사합니다)는 大変感謝로 표현될 수 있다. 感謝(감사)는 두 언어 모두에서 흔하게 쓰이지만, 非常는 중국어에서 강조로 쓰이는 반면, 大変는 일본어에서 같은 목적으로 쓰인다. 바이두의 평론가들은 위중국어와 한문의 유사성을 발견했으며, 貴方明日何処行？(당신은 내일 어디로 갑니까?) 와 같은 표현도 있다. 이것은 일본어 표기 체계가 한문 쓰기의 변형으로 시작되었기 때문에 우연이 아니다.

## 같이 보기
- 협화어
- 한문 (일본)
- 일본제 한자어
- 필담